# Georg Benz (Gewerkschafter)
Georg Benz (* 20. November 1921 in Würzburg; † 19. Dezember 2006 in Garmisch-Partenkirchen) war Gewerkschafter und von 1964 bis 1983 geschäftsführendes Vorstandsmitglied der IG Metall.

## Leben
Georg Benz wurde im streng katholischen Würzburg als Sohn eines Schneidermeisters geboren, der im Jahre 1932 früh starb. Sechs Kinder waren in der Familie. Nach der Volksschule begann er dann eine vierjährige Lehre bei Koenig & Bauer als Modellschreiner. Nach der Ausbildung 1941 wurde er zur Wehrmacht einzogen mit dem Einsatz im Osten und in den Balkanländern. 1945 wurde er schwer verwundet und blieb bis 1949 arbeitsunfähig.
Anfang 1949 wurde er wieder bei Koenig & Bauer eingestellt. Am 1. Mai 1949 wurde er Mitglied der IG Metall. Ein Jahr später war er Betriebsrat, Jugendleiter der IG Metall und Ortsverwaltungsmitglied. Im März 1953 wird Benz mit 32 Jahren zum 1. Bevollmächtigten (Geschäftsführer) der Gewerkschaft in Würzburg gewählt und zwei Jahre später Bezirkssekretär in München.
1964 wird Georg Benz zum geschäftsführenden Vorstandsmitglied der IG Metall wählt. Ab 1964 war er für Jugend, Berufsausbildung und Werbung, dann ab 1971 für Jugend und Betriebsräte und ab 1976 auch noch für die Mitbestimmung ’76 im Vorstand zuständig. Er war ein politischer Mensch. Drei Themen waren ihm wichtig: zuerst das Engagement gegen die Notstandsgesetze. Er war Mitglied im Kuratorium „Notstand der Demokratie“ und hat auf Kundgebungen gesprochen.
Zweitens sein entschiedenes Eintreten Ende der 1960er Jahre gegen die Renaissance des Rechtsradikalismus. Und zum Dritten sein unbedingtes Eintreten für den Frieden aufgrund seiner Kriegserfahrungen. Georg Benz, der am 10. Oktober 1981 auf einer großen Friedensdemonstration im Bonner Hofgarten als Redner aufgetreten war, musste sich von seinem Vorsitzenden Eugen Loderer scharf rügen lassen.
Der Historiker Knud Andresen, der über die Jugendarbeit der IG Metall geforscht hat, schreibt über Georg Benz: "Die politische Positionsbestimmung über Georg Benz ist nicht einfach. SPD Mitglied seit 1953, war er rhetorisch begabt und ein beliebter Redner. Benz beherrschte eine klassenkämpferische Rhetorik, agierte aber vor allem organisationsloyal und in der konkreten Betriebspolitik pragmatisch. Es war vor allem sein friedenspolitisches Engagement, welches ihm über die Organisation hinaus die Zuschreibung als Linker eintrug.
Benz hat sich mit der Gewerkschafterin Edith Grosspietsch, der Ehefrau von Jürgen Peters, für die Rehabilitierung von Heinz Dürrbeck eingesetzt und dazu ein Buch herausgegeben.
Er war mit Karin Overhage-Benz verheiratet, die im Bildungsbereich der IG.Metall tätig war und ab 1986 dem geschäftsführenden Vorstand angehörte.
Auf der Trauerfeier am 8. Januar 2007 auf dem Frankfurter Südfriedhof sprachen der 2. Vorsitzende der IG Metall, Berthold Huber, und das frühere geschäftsführende Vorstandsmitglied Horst Klaus.